# Alex Pedersen
Alex Kjeld Pedersen (* 15. November 1966 in Ikast) ist ein ehemaliger dänischer Radrennfahrer und Straßenradweltmeister der Amateure.

## Werdegang
Als Jugendlicher schloss sich Pedersen dem Herning Cycling Club an, der von Preben Riis trainiert wurde und sich zur Talentschmiede des dänischen Radsports entwickelte. Dem Verein gehörte auch der Sohn des Trainers, der spätere Sieger der Tour de France 1996 Bjarne Riis, an.
Mit 17 Jahren gewann Alex Pedersen 1983 die Gesamtwertung des Junioren-Etappenrennens Giro della Lunigiana. Im selben Jahr wurde er in Wanganui mit Rolf Sørensen, Søren Lilholt und Kim Olsen Junioren-Weltmeister im Mannschaftszeitfahren. 1984 belegte er in Beuvron-en-Auge den dritten Platz bei der Straßenweltmeisterschaft der Junioren. 1984 holte er den Sieg im Etappenrennen Dusika-Tour, der bedeutendsten Etappenfahrt für Junioren in Österreich.
Anschließend startete er in der Klasse der Amateure. 1985 vertrat er Dänemark bei den UCI-Straßen-Weltmeisterschaften im Einzelrennen (15. Platz) und im Mannschaftszeitfahren. 1986 wurde Pedersen Dänischer Meister der Amateure im Straßenrennen, im Jahr darauf Dritter bei der Straßenweltmeisterschaft der Amateure.
Von 1988 bis 1991 war er Profi, zunächst beim französischen Radsportteam RMO. Bedingt durch Stürze und bei der Vuelta a España 1989 auftretende Herzrhythmusstörungen, an denen er von Jugend an litt, konnte er keine Erfolge erzielen. Aufgrund dieser gesundheitlichen Einschränkung scheiterte seine Verpflichtung durch die niederländische Mannschaft TVM. Nach einer erfolgreichen Kardioversion nahm ihn auf Empfehlung von Johnny Weltz das spanische ONCE-Team um Teammanager Manolo Saiz unter Vertrag. Pedersen wurde 1990 Dritter der dänischen Meisterschaft im Einzelzeitfahren und Siebter in der Gesamtwertung der Ruta del Sol und wurde von seinem Team für den Giro d’Italia 1990 aufgestellt. Im Jahr 1991 traten die Herzprobleme bei Tirreno–Adriatico erneut auf, worauf Pedersen seine Profilaufbahn beendete und sich an einer Wirtschaftsschule einschrieb.
Nach einer weiteren erfolgreichen Kardioversion startete Pedersen ab 1992 wieder als Amateur und wurde erneut Dänischer Meister im Straßenrennen. 1993 beendete er die Wirtschaftsschule, begann eine Arbeit bei einer Verpackungsfirma in Holstebro und wurde dort für den Radsport für ein Jahr freigestellt. 1993 gewann er das Etappenrennen Grand Prix François Faber in Luxemburg. Nachdem er zunächst 1994 Skandinavischer Meister wurde, errang er in Palermo den Weltmeistertitel der Amateure im Straßenrennen im Spurt einer fünfköpfigen Spitzengruppe. Anschließend beendete er seine Karriere als aktiver Radsportler.
Alex Pedersen war nach seiner aktiven Zeit im Radsport als Triathlet aktiv. 2001 belegte er den 13. Rang bei der Weltmeisterschaft auf der Langdistanz und 2004 konnte er den Austria-Triathlon für sich entscheiden.

### Tätigkeiten im Sport
1998 gehörte Alex Pedersen zu den Mitbegründern des Radsportteams Home-Jack & Jones, das von seinem Heimatverein Herning Cycling Club gegründet wurde und aus dem später das Team Saxo Bank hervorging. In diesem Team war er bis 2003 auch Sportlicher Leiter, anschließend beim Team Designa Køkken-Blue Water. Zudem engagierte er sich beim heimatlichen Handballverein Ikast-Bording Elite Håndbold.
Er engagierte sich außerdem dafür, dass der Giro d’Italia 2012 in seiner Heimatstadt Herning startete.

### Berufliches und gesellschaftliches Engagement
2005 wurde Alex Pedersen Chefredakteur der Wochenzeitung Ugeavisen Herning und wechselte 2007 zum Vejle County Folkeblad. Er ist als Mitglied der Konservativen Volkspartei auch politisch aktiv und engagiert sich für härtere Strafen für Doping.